# Mohamed El-Amine Belghit
Mohamed El-Amine Belghit est un historien et universitaire algérien, né le 1er juillet 1956 à Cheria dans la Wilaya de Tébessa en Algérie. Chercheur dans le domaine de l’histoire algérienne et maghrébine, il possède une carrière académique de plus de quatre décennies, alliant enseignement, recherche et publications scientifiques.
Connu pour ses recherches en histoire islamique et algérienne, il a exercé dans plusieurs institutions universitaires en Algérie. Ses travaux portent notamment sur la période de la colonisation française en Algérie et ses effets sur la société algérienne. Auteur de nombreuses publications et articles scientifiques, il participe régulièrement à des colloques et encadre des chercheurs et étudiants. Il est considéré comme l’une des figures marquantes des études historiques en Algérie.

## Parcours académique
Il effectue son cycle primaire dans sa ville natale, puis déménage en 1969 à Skikda, où il termine sa scolarité primaire et obtient le certificat d’études primaires, suivi du brevet d’enseignement moyen. Il poursuit ses études à Bordj Bou Arreridj, où il achève sa dernière année à la médersa Abdelkader Belâarif et obtient le certificat d’enseignement général en juin 1974,.  
Entre 1974 et 1977, il suit la filière Lettres au lycée Chihani Bachir de Khenchela, obtenant le baccalauréat en juin 1977. En juin 1980, il décroche la licence en histoire à l’Université de Constantine puis réussit, en novembre de la même année, le concours national de maîtrise (magistère) en histoire à l’Université d’Alger, se classant deuxième au niveau national.  
Il obtient le magistère en histoire islamique médiévale en septembre 1987, puis soutient en mai 2003 une thèse de doctorat d’État en histoire islamique médiévale, spécialisée dans l’histoire du Maghreb et de l’Al-Andalus. Il est promu professeur de l’enseignement supérieur en décembre 2007.

## Carrière professionnelle
En 1981, il débute au département de traduction de l’Institut des langues étrangères, puis rejoint en septembre 1983 la faculté des sciences islamiques de l’Université d’Alger, où il enseigne jusqu’à sa retraite le 1er janvier 2018. Il se consacre depuis à la recherche et à la publication de ses travaux.  
Il occupe plusieurs postes administratifs : chef du département de langue et civilisation arabo-islamique (2006-2010) puis président du conseil scientifique de la faculté (2011-2016).  
Il enseigne diverses matières : sîra nabawiyya, histoire islamique, histoire culturelle du Maghreb (2004-2006), politique légale islamique, histoire contemporaine du monde musulman, études orientalistes, histoire des croisades, Renaissance européenne, civilisation islamique, ainsi que la correction d’examens de langue et littérature espagnoles,,.

## Activités médiatiques
Mohamed El-Amine Belghit contribue à la presse algérienne par des articles dans Echaâb, En-Nasr, Amal et Ath-Thaqafa. Il produit également des programmes culturels pour la radio nationale (1983-1990) et participe à des émissions télévisées, notamment sur la chaîne Al Mustaquilla (Londres) :  
- 37 épisodes sur l’Émir Abdelkader.
- 27 épisodes sur le mouvement réformiste de Abdelhamid Ben Badis.
- 13 épisodes sur le président Houari Boumédiène.

Il collabore aussi avec Al Jazeera pour le programme Aarchifouhm wa Tarikhouna, et anime depuis 2012 Hadith Al-Thoulatha sur la radio culturelle algérienne. En 2019 et 2020, il participe à l’émission Histoire directe sur El-Bilad TV.

## Propos controversés
L’historien Mohamed El-Amine Belghit est placé sous mandat de dépôt le 3 mai 2025 par le tribunal de Dar El Beïda. Il est poursuivi pour « atteinte aux symboles de la Nation » et « incitation à la haine raciale » après avoir déclaré, sur la chaîne émiratie Sky News Arabia, que l’amazighité — reconnue par la Constitution comme composante identitaire et langue officielle depuis 2016 — relevait d’un « complot colonial franco-sioniste ». Le 3 juillet 2025, il est condamné à cinq ans de prison et à une amende de 500 000 dinars, pour « atteinte à l’unité nationale ». Il est aussi accusé d’être proche du courant Badissia novembria, affiliation qu’il n’a jamais revendiquée.

## Publications
Auteur de 23 volumes sur l’histoire de l’Al-Andalus et de l’Algérie (plus de 12 000 pages en arabe, espagnol et français), ses ouvrages incluent des études historiques et des analyses documentaires mettant en lumière différentes étapes de l’histoire algérienne et de l’histoire du Maghreb.

### Œuvres majeures
- Histoire de l’Andalousie et de l’Algérie, en 23 volumes, plus de 12 000 pages en arabe, espagnol et français (تاريخ الأندلس والجزائر في 23 مجلدًا، أكثر من 12000 صفحة بالعربية والإسبانية والفرنسية).
- Série Les œuvres incomplètes, en 13 volumes, parue en 2014 aux éditions Al-Qafila (سلسلة الأعمال غير الكاملة في 13 مجلدًا، صدرت سنة 2014 عن منشورات القافلة) :

1. Premier volume : La théorie politique chez Al-Maradi et son influence au Maghreb et en Andalousie (النظرية السياسية عند المرادي وأثرها في المغرب والأندلس) — 2ᵉ éd. 2014, 3ᵉ éd. par Qawafil, Mauritanie, 2017.
2. Deuxième volume : Les ribats dans le Maghreb islamique et leur rôle sous les Almoravides et les Almohades (الرُّبُطُ بالمغرب الإسلامي ودورها في عصري المرابطين والموحدين).
3. Troisième volume : La vie intellectuelle en Andalousie à l’époque almoravide, 1ʳᵉ partie (الحياة الفكرية بالأندلس في عصر المرابطين، القسم الأول).
4. Quatrième volume : La vie intellectuelle en Andalousie à l’époque almoravide, 2ᵉ partie (الحياة الفكرية بالأندلس في عصر المرابطين، القسم الثاني).
5. Cinquième volume : L’État almoravide en Andalousie : de la cité politique à la cité du savoir (دولة المرابطين بالأندلس من مدينة السياسة إلى مدينة العلم) — 2ᵉ éd., 3ᵉ éd. par Qawafil, Mauritanie, 2017.
6. Sixième volume : Episodes de l’histoire du Maghreb islamique (حلقات في تاريخ الغرب الإسلامي) — 3 épisodes, éditions entre 2014 et 2014.
7. Septième volume : Études et éditions critiques (دراسات وتحقيقات) — comprenant « Abrégé de la vie du Prophète » et « Introduction à l’histoire des débuts de l’islam ».
8. Huitième volume : Éditions critiques (التحقيقات) — comprenant « Al-Tibyān », mémoires de l’émir Abdallah, dernier roi des Banū Zīrī.
9. Neuvième volume : Études sur la pensée islamique contemporaine (دراسات في الفكر الإسلامي المعاصر).
10. Dixième volume : Questions et positions en littérature et en histoire, 1ʳᵉ partie (قضايا ومواقف في الأدب والتاريخ، القسم الأول).
11. Onzième volume : Questions et positions en littérature et en histoire, 2ᵉ partie (قضايا ومواقف في الأدب والتاريخ، القسم الثاني).
12. Douzième volume : L’enseignement des Algériens à l’époque coloniale [en français] (تعليم الجزائريين في العهد الاستعماري) — comprend un important appendice : « Réponse au mémoire de Chadli El-Mekki sur la question algérienne en 1951 ».

### Œuvres collectives
- Ibn Badis et la reconstruction nationale (2019) (ابن باديس وبناء الوطن (2019)).
- Encyclopédie de l’Occidentalisme, collaboration, Qatar (موسوعة الاستشراق (مشاركة، قطر)).
- Cheikh des historiens algériens Abou El Kacem Saâdallah par ses amis, coordination (شيخ المؤرخين الجزائريين أبو القاسم سعد الله في عيون أصدقائه (تنسيق)).

### Autres travaux
- Études sur l’histoire du Maghreb islamique (دراسات في تاريخ الغرب الإسلامي)
- Chapitres sur l’histoire et l’urbanisme au Maghreb islamique (فصول في التاريخ والعمران بالغرب الإسلامي)
- Regards sur l’histoire du Maghreb islamique (نظرات في تاريخ الغرب الإسلامي)
- Cheikh Mohamed Ben Omar Al-Adouani, historien de Souf et de la voie Chaâbiya (الشيخ محمد بن عمر العدواني مؤرخ سوف والطريقة الشابية)
- L’Algérie à Bandung — Mémoire de Chadli El Mekki au congrès (الجزائر في باندونغ ـ مذكرة الشاذلي المكي إلى المؤتمر ـ)
- Le mouvement des Frères musulmans et le début du projet islamique à l’époque moderne (حركة الإخوان المسلمين وبداية المشروع الإسلامي في العصر الحديث)
- L’imam Abdelhamid Ben Badis et la crise du retard civilisationnel en Algérie (الإمام عبد الحميد بن باديس وأزمة التخلف الحضاري في الجزائر)
- Le voyage damascène (الرحلة الدمشقية)
- Études et recherches sur l’histoire de l’Algérie moderne et contemporaine (quatre livres) (دراسات وأبحاث في تاريخ الجزائر الحديث والمعاصر (أربعة كتب))
- Histoire de la ville de Constantine par Ahmed Ben Al-Mubarak (Beyrouth, Dar Ibn Kathir, 2020) (تاريخ حاضرة قسنطينة لأحمد بن المبارك (بيروت، دار ابن كثير، 2020))